# Vicente Gállego
Vicente Gállego Castro était un journaliste catholique espagnol franquiste, directeur de journaux espagnols avant de devenir le premier président de l'Agence EFE espagnole, au cours de la Guerre civile espagnole.

## Biographie
Vicente Gállego Castro a commencé sa carrière en fondant l'école de journalisme "El Debate". Il était avant 1938 directeur du quotidien catholique Ya puis a fondé en 1940 la revue Mundo de Barcelone. D'abord  éditée par l'agence EFE, elle fut acquise en 1966 par Sebastian Auger qui en fit une tribune pour l'opposition.
Fin 1938, Vicente Gállego se rend à Burgos, au quartier général des insurgés réunis par le général Franco, où il prend la décision de fonder l'Agence EFE, avec le soutien de Ramón Serrano Súñer (1901-2003) futur ministre espagnol de l'intérieur et beau-frère de Franco, au moment où ce dernier  fit promulguer la Ley de Prensa e Imprenta, qui établissait une censure préalable à toute publication et ne sera abrogée qu'en 1966. L'agence est d'abord basée à Burgos puis transférée à Madrid le 3 janvier 1939. En 1944, son adjoint Pedro Gómez Aparicio lui succède à la direction d'EFE.

## Lins externes
- Notices d'autorité :   - VIAF
  - Espagne